# Ильина, Вера Васильевна
Вера Васильевна Ильина (по мужу Буданцева, 4 [16] августа 1894, Санкт-Петербург — 10 декабря 1966) — русская поэтесса.

## Биография
Родилась в семье земского фельдшера. Окончила филологический факультет Высших женских курсов. Начала печататься в 1915 году.
Посещала вместе с мужем С.Ф. Буданцевым поэтическую студию «Зеленая мастерская», где выступали Б. Пастернак, С. Есенин.

## Издания
- Шоколад. — М.: Книгопечатник, 1922 (изд. 2-е, М., 1923).
- Крылатый приемыш. Первая книга стихов. — М.: Круг, 1923.
- Гудок. Детская книга в стихах, — М.: ЗИФ, 1926.